# Catherine Wolfe Bruce

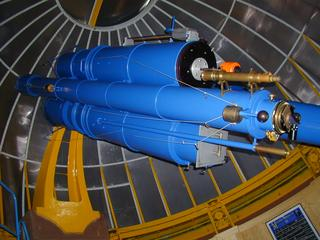
Máy chựp hình thiên thể kép Bruce ở Landessternwarte Heidelberg-Königstuhl, Đức

Catherine Wolfe Bruce (22.1.1816 – 13.3.1900, New York) là nhà từ thiện nổi tiếng người Mỹ và là người bảo trợ ngành thiên văn học.
Bà là con gái của George Bruce nhà sáng chế ra một kiểu chữ in nổi tiếng, và Catherine Wolfe.
Năm 1887 bà đã hiến tặng "George Bruce Free Library" (Thư viện miễn phí George Bruce). Từ năm
1889 tới năm 1899 bà đã tặng vốn cho Harvard College Observatory (Mỹ), Yerkes Observatory (Mỹ) và Landessternwarte Heidelberg-Königstuhl (Đài thiên văn bang Heidelberg-Königstuhl), (Đức), thời đó do Max Wolf điều khiển, để mua các kính viễn vọng mới cho các đài thiên văn này.
Huy chương Bruce cũng như tiểu hành tinh 323 Brucia, và hố Bruce trên Mặt Trăng được đặt theo tên bà.

## Tác phẩm
- Catherine Wolfe Bruce: Dies Irae, New York, 1890
- Johann G. Hagen, Catherine Wolfe Bruce, Michael Esch, Friedrich Becker, Frances Woodworth Wright, Johan Willem Jakob Anton Stein: Atlas stellarum variabilium I -IX, Specola vaticana, 1941